# 動物進行論
『動物進行論』（どうぶつしんこうろん、希: Περὶ πορειας ζωων、羅: De Incessu Animalium、英: Progression of Animals）とは、古代ギリシャの哲学者アリストテレスによる、動物・生物に関する研究書で、彼の5冊ある動物学著作の中では、『動物誌』『動物部分論』『動物運動論』に次ぐ第4書であり、動物の前進・移動行為が考察される。

## 構成
全19章から成る。
- 第1章 - 種々の動物における移動器官。体肢の数と曲折部。
- 第2章 - 体内の「静止点」（関節）と外界の「支点」（地、空気、水）。船の例え。
- 第3章 - 体内における能動的部分と受動的部分の区別。外界における体肢の抵抗面（支点）。
- 第4章 - 動物体の機能による分類。植物体との比較。右側の優位。分化の進行。
- 第5章 - 体肢の数。
- 第6章 - 有血動物の四点運動。多足の無血動物との比較。
- 第7章 - 身体構造と運動機構、その中心。
- 第8章 - 細長い有血動物（ヘビ類）に足が無い理由。
- 第9章 - 無足動物の曲折部。跳躍動物、飛翔動物（鳥類）、遊泳動物（魚類）についても。
- 第10章 - 鳥類の四点運動。鳥類、有節類（虫類）における尾部の機能。
- 第11章 - 唯一の直立動物としてのヒトの身体。鳥との比較。鳥類の構造バランス、尾部。
- 第12章 - ヒトと四足類の体肢の曲折様式の相違。
- 第13章 - 体肢の曲折様式の図示。交互対立の原理。
- 第14章 - 四足類の四肢の交叉。カニの独特の歩き方。
- 第15章 - 鳥類と四足類の比較。鳥類の脚の構造と曲折の理由。空の動物と水の動物の概観。翼やヒレの傾斜付属。卵生四足類の構造。
- 第16章 - 無血動物の移動運動の説明。カニの特異性。
- 第17章 - カニ、ザリガニ、ヒラメ、水鳥。
- 第18章 - 魚類の足の欠如。翼とヒレの対応。
- 第19章 - 身体のねじれた動物。軟体類（頭足類）とアザラシ・コウモリの比較。植物に近い動物（貝類）。

## 日本語訳
- 『アリストテレス全集 9 動物運動論　動物進行論　動物発生論』 島崎三郎訳、岩波書店、1969年
- 『新版 アリストテレス全集 10 動物の諸部分について　動物の運動について　動物の進行について』 濱岡剛・永井龍男訳、岩波書店、2016年
- 『動物部分論・動物運動論・動物進行論』 坂下浩司訳、京都大学学術出版会<西洋古典叢書>、2015年